# Estnische Fußballmeisterschaft 1947
Die Estnische Fußballmeisterschaft wurde 1947 zum insgesamt 24. Mal als höchste estnische Fußball-Spielklasse der Herren ausgetragen. Die Saison begann am 27. Mai 1947 und endete am 28. September 1947. Dünamo Tallinn gewann zum zweiten Mal die Estnische Meisterschaft.

## Modus
In der Saison 1947 traten 5 Vereine in insgesamt 20 Spielen gegeneinander an.  Jedes Team spielte jeweils einmal zu Hause und auswärts gegen jedes andere Team. Es galt die 2-Punkte-Regel. Bei Punktgleichheit zählte der direkte Vergleich.

## Abschlusstabelle
| Pl. | Verein             | Sp. | S | U | N | Tore    | Quote | Punkte |
| --- | ------------------ | --- | - | - | - | ------- | ----- | ------ |
| 1.  | Dünamo Tallinn (P) | 8   | 7 | 0 | 1 | 035:500 | 7,00  | 14:20  |
| 2.  | BLTSK (M)          | 8   | 5 | 1 | 2 | 014:700 | 2,00  | 11:50  |
| 3.  | Dünamo Rakvere     | 8   | 2 | 2 | 4 | 005:210 | 0,24  | 06:10  |
| 4.  | Esto Tallinn       | 8   | 1 | 3 | 4 | 010:100 | 1,00  | 05:11  |
| 5.  | JK Tallinna Kalev  | 8   | 1 | 2 | 5 | 005:260 | 0,19  | 04:12  |

Platzierungskriterien: 1. Punkte – 2. Torquotient – 3. Direkter Vergleich (Punkte, Tordifferenz, geschossene Tore)
| (M) | Amtierender Meister     |
| (P) | Amtierender Pokalsieger |

## Die Meistermannschaft von Dünamo Tallinn
(Berücksichtigt wurden alle Spieler der Mannschaft)
| 1. | Dünamo Tallinn |
|    | - Spieler: Heino Arro, Elmar Diiman, Eugen Härms, Leonhard Kass, Valentin Kebina, Avdi Kilk, Georg Krull, Lembit Laks, Ülo Ollis, August Roots, Lembit Rämmal, Maks Samm, Ervin Vahemets, Boriss Veigemast, Harald Vilbaum - Trainer: Elmar Saar |